# 理想汽車
理想汽車（リ・オート、英:Li Auto Inc.）は、中華人民共和国の自動車メーカー。北京市に本社を置く。
中国新興EVメーカー「御三家」の一つともされる。

## 歴史

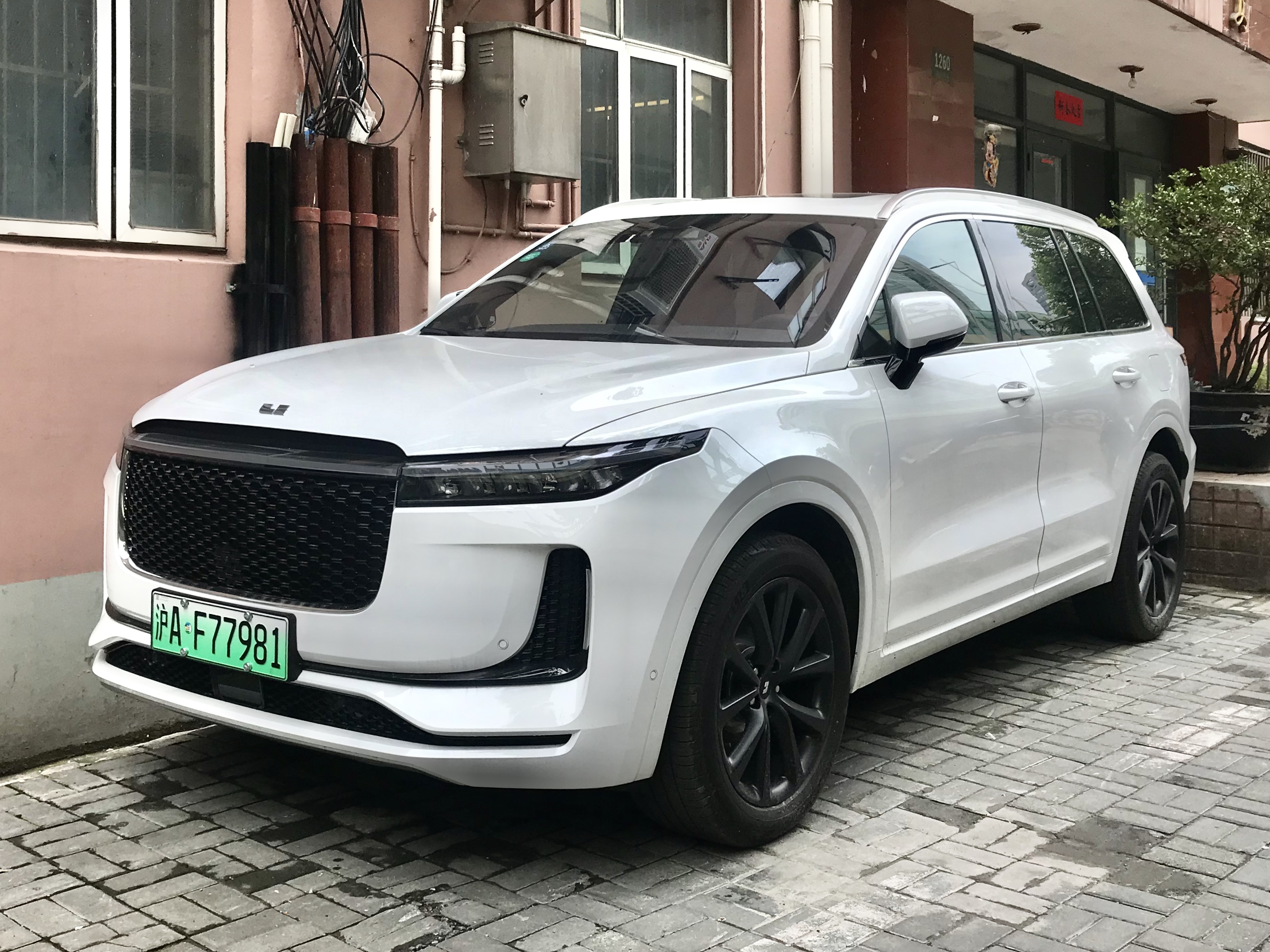
理想ONE

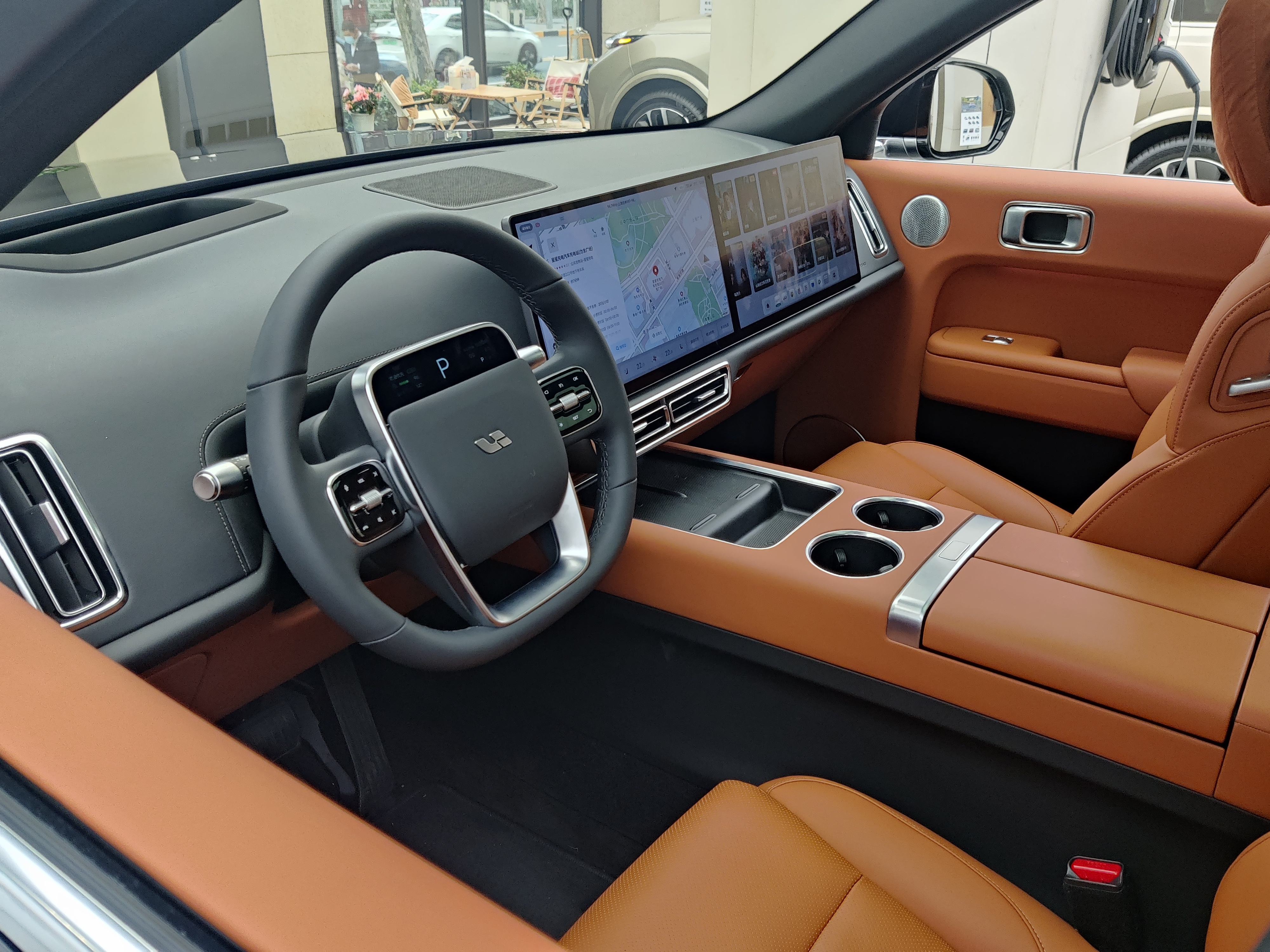
理想・L7のインテリア

2015年創業。創業者の李想（Li Xiang）は、中国国内で自動車販売のウェブサイト「汽車之家（Autohome Inc.）」を2005年に立ち上げた起業家で、「汽車之家」は2013年にニューヨーク証券取引所に上場した。2015年にCEOを退任した後、理想汽車を設立した。美団やバイトダンスから資金調達をした。
2019年12月、初の量産モデルであるPHEVの高級ミドルサイズクロスオーバーSUV、「理想ONE」の納車が開始された。2021年10月、この車種のみで生産台数10万台に到達した。これは中国新興EVメーカーで3社目の到達となった。
2020年7月30日、NASDAQに上場した。翌21年は香港証券取引所にも重複上場。
2023年には37万台超を販売し、純損益は118億1000万元（約2500億円）と初の通年黒字となった。
2023年11月、同社初となるBEVモデルのミニバン「MEGA」を発表した。翌24年3月1日に発売され、同11日から納車が始まった。

## 車種

### PHEV
- 理想・ONE（2019年 - 2022年）
- 理想・L9（2022年 - ）
- 理想・L8（中国語版、英語版 2022年 - ）
- 理想・L7（英語版 2023年 - ）
- 理想・L6（2024年 - ）

### BEV
- 理想・MEGA（2024年 - ）

※日本展開はしていない。